# 미키 사야카
미키 사야카(일본어: 美樹 さやか)는 《마법소녀 마도카☆마기카》에 등장하는 가공의 마법소녀. 〈마법소녀 오리코☆마기카〉, 〈마법소녀 마도카☆마기카 ~The different story~〉에서도 등장한다.

## 캐릭터 특징
신장 158 cm, 짧은 단발형의 머리로, 다소 보이시한 매력을 풍기는 소녀로 밝고 명랑하고 유머와 재치가 넘치는 성격이다. 변신 시에는 긴 망토를 걸치고 있으며, 무기로는 '샤브르'라는 칼을 사용한다. 또한 비대칭의 치마를 입고 있으며, 머리핀이 포르티시모(ff) 모양으로 변한다. 카미죠 쿄스케의 팔을 고쳐달라는 소원을 빌어 마법소녀가 됐기 때문에 치유능력도 뛰어나다. 카나메 마도카와는 매우 어렸을 때부터 알고지내온 사이이며(극장판 오프닝 루미너스를 보아 최소한 초등학교 때부터 시즈키 히토미와 함께 알던 사이이다.), 소꿉친구 카미죠 쿄스케를 짝사랑하고 있다. 그가 불의의 사고를 당해 왼팔과 다리를 못 움직이게 되었을때부터 지금까지 그를 간호하고 있다. 정의로운 마음을 가지고 있지만 다소 고집이 세고 남의 말을 안듣는 경향이 있으며, 시즈키 히토미가 카미죠 쿄스케를 오래전부터 흠모해왔다고 사야카에게 고백하자 "뭐야..설마 히토미가? 카미죠 그녀석, 인기 좋은걸?"이라며 둘러대는 등 쿄스케에 관해서만은 소심하고 망설이는 모습을 보인다. 토모에 마미를 동경하여 마법소녀가 됐기 때문에, 그녀와는 전혀 반대되는 성격의 사쿠라 쿄코가 나타나자 그녀와 자주 부딪히기도 했다. 또한 아케미 호무라의 본명을 본편 내에서 단 한번도 말한 적이 없으며, 언제나 전학생이라고 불렀다.

## 성장 배경
카나메 마도카의 학교친구이다. 어렸을 때부터 단짝친구였던 카미죠 쿄스케를 좋아하고 있으며, 그가 사고를 당해 병원에 입원한 뒤로는 꾸준히 그의 곁을 지키며 보살피고 있다. 큐베에게 카미죠 쿄스케의 손을 낫게 해달라는 소원을 빌어 마법소녀가 된다. 마법소녀의 능력은 큐베에게 빈 소원과 관계되어 나타나는지 카미죠 쿄스케의 손을 낫게 해달라고 빌었기 때문에 치유능력도 가지고 있다.

## 행적
마법소녀의 실체에 대해 제대로 보여주나, 사랑을 받지 못하는 마음으로 인해 마녀화(옥타비아 폰 제켄도르프)가 되었다. 마지막에는 카나메 마도카의 구원을 받아 “마녀화가 아닌 행복하게 사라진 마법소녀”가 된다. 반역의 이야기에서는 이전보다 성숙해진 모습으로 활약한다.